# Tribus índies del Riu Colorado
Les Tribus índies del riu Colorado és una unitat geopolítica consistent en quatre tribus distintes associades amb la reserva índia del Riu Colorado de les nacions índies mohaves, chemehuevi, hopi i navajo. La tribu combinada es regeix per un consell de nou membres supervisat per un cap tribal, secretari i tresorer escollits d'entre els membres del consell. Les quatre tribus segueixen mantenint i observant llurs formes tradicionals i identitats religioses i culturals úniques.

Mapa de la reserva índia del riu Colorado al comtat La Paz, Arizona.

Llurs reserves 1.119,4445 km² de terra als comtats de Riverside i San Bernardino a Califòrnia i La Paz a Arizona. Avui hi ha 3.500 membres actius de les tribus. Estan ubicats a les comunitats dels voltants de Parker i Poston. El cens del 2000 registra una població de 9.201 persones residents a la reserva. L'economia principal de les tribus es deriva de la indústria agrícola, del cultiu del cotó, alfals i sorgo. Recentment s'hi ha afegit el turisme amb l'obertura de la Bluewater Resort and Casino. La comunitat més gran és la ciutat de Parker.

## Membres notables
- Jacoby Ellsbury (1983), jugador de beisbol dels Boston Red Sox de la Major League Baseball

## Comunitats
- Big River
- Bluewater (Arizona)
- Bluewater (Califòrnia)
- Parker (Arizona)
- Poston